# Arbavere
Koordinaten: 59° 26′ N, 25° 57′ O

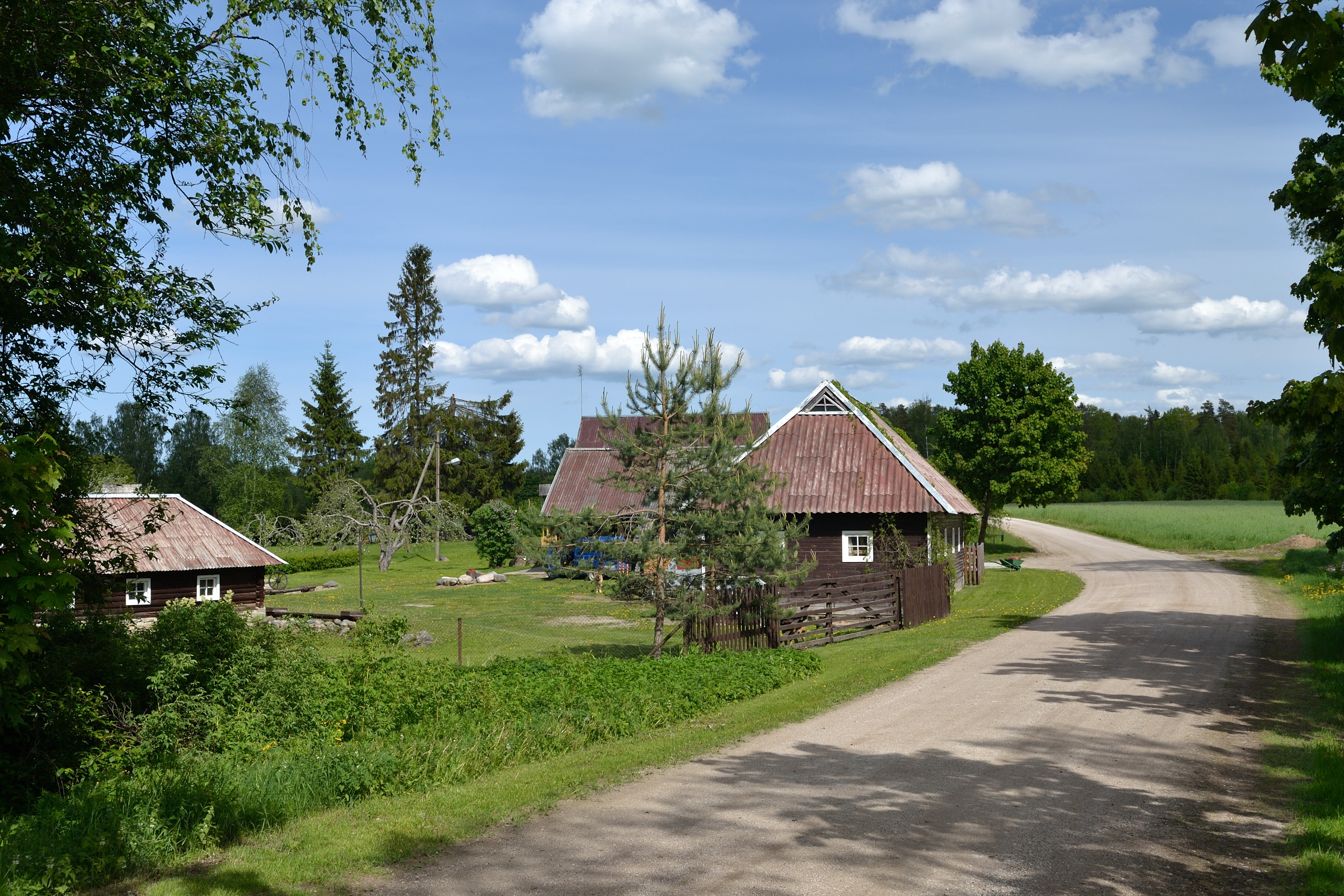
Arbavere

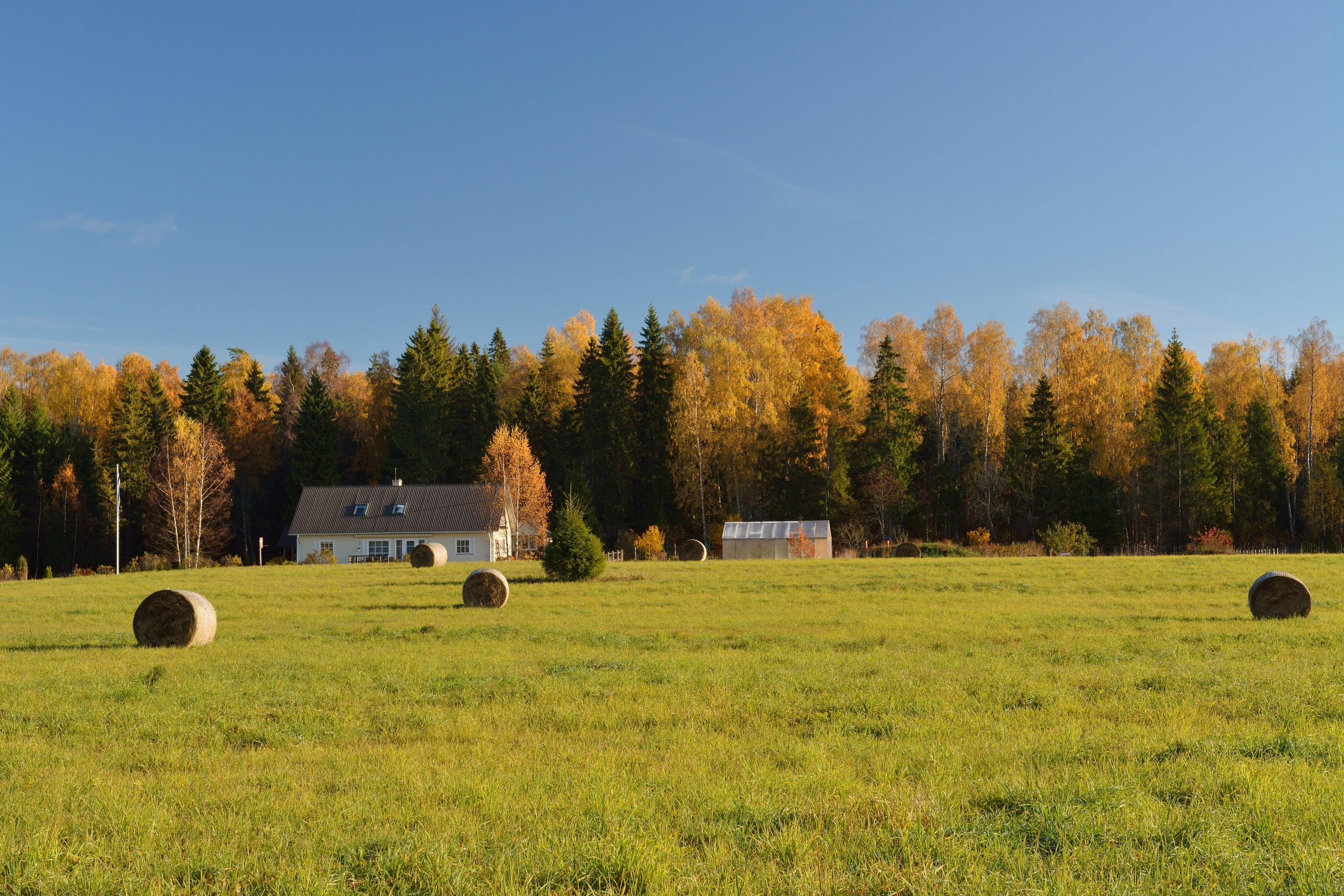
Arbavere

Arbavere (deutsch Arbafer) ist ein Dorf (estnisch küla) in der Landgemeinde Kadrina (Kadrina vald) im estnischen Landkreis Lääne-Virumaa.

## Lage und Beschreibung
Arbavere hat 71 Einwohner (Stand 2007). Das Dorf liegt 23 km von Rakvere (Wesenberg) entfernt am Fluss Loobu (Loop). Arbavere wurde erstmals 1454 urkundlich erwähnt.
Heute befindet sich in der unberührten Natur Arbaveres ein touristisches Erholungszentrum.

## Gut Arbavere
Das Rittergut von Arbavere entstand 1696 als Abtrennung vom Gut Hulja. Das eher bescheiden wirkende eingeschossige Herrenhaus aus Holz entstand in der ersten Hälfte des 19. Jahrhunderts. Direkt daneben befindet sich, ebenfalls aus Holz, ein kleines Kavaliershaus.
Im 18. und Anfang des 19. Jahrhunderts stand das Gut im Eigentum der Familie von der Pahlen. Letzter Privateigentümer vor der Enteignung im Zuge der estnischen Landreform 1919 war die adlige deutschbaltische Familie Dellingshausen.